# Associazione Calcio Reggiana 1955-1956
Questa voce raccoglie le informazioni riguardanti l'Associazione Calcio Reggiana nelle competizioni ufficiali della stagione 1955-1956.

## La stagione
Nella stagione 1955-1956 la Reggiana disputa il girone C del campionato di IV Serie, un torneo con 18 squadre, con 54 punti lo vince ed ammessa agli spareggi promozione, al secondo posto in campionato la Sarom Ravenna con 51 punti, terzo il Mantova con 47 punti.
La Reggiana acquista Aldo Catalani dal San Sepolcro e sarà la rivelazione del campionato con le sue 19 reti messe a segno. Arrivano in maglia granata anche l'ala destra Dino Lucianetti dal Piacenza, la mezzala Enrico Mazzucchi dalla Juventus, i mediani Gianni Fermi e Armando Furlan, il terzino Benito Crivellenti, il portiere Lidio Maietti, dal Luzzara arriva a Reggio il centromediano Giorgio Sereni, più tardi dal Modena verrà prelevato Gianni Seghedoni.
La squadra macina punti e ben presto si installa al vertice della classifica, solo tallonata dalla Sarom Ravenna, battuta al Mirabello, il 6 novembre del 1955, per (2-0). Unica sconfitta del campionato proprio a Ravenna nel girone di ritorno per (1-0). Torna a segnare caterve di reti Gianni Cappi miglior marcatore con 21 centri. Luigi Del Grosso riesce in pochi mesi ad affinare una macchina da gol che straccia gli avversari.
La Reggiana vince il girone C e si qualifica per la finale (andata e ritorno) con il Bolzano, che ha vinto il girone D di IV Serie. La partita di andata si disputa al Mirabello il 27 maggio del 1956 (davanti a oltre 10 000 spettatori) ed è vinta dalla Reggiana per 1 a 0 (gol di Mazzucchi a quattro minuti dalla fine). Nel ritorno della domenica seguente la Reggiana prevale per 1 a 0 (gol di Cappi al 35') e conquista la promozione in Serie C. Presenti in Tirolo oltre duemila tifosi granata, in gran parte giunti con un treno speciale. Così dopo tre stagioni di purgatorio si ritorna in Serie C. A promozione acquisita si continua con le finali per il titolo di IV Serie, che è vinto dal Siena l'8 luglio 1956 nella finalissima con la Reggiana (3-1).

## Divise
| Prima divisa |

## Rosa
| N. |                   | Ruolo | Calciatore         |
| -- | ----------------- | ----- | ------------------ |
|    | Italia (bandiera) | D     | Dino Binacchi      |
|    | Italia (bandiera) | C     | Denis Brunazzi     |
|    | Italia (bandiera) | A     | Gianni Cappi       |
|    | Italia (bandiera) | C     | Aldo Catalani      |
|    | Italia (bandiera) | A     | Benito Crivellenti |
|    | Italia (bandiera) | P     | Corrado Danti      |
|    | Italia (bandiera) | C     | Gianni Fermi       |
|    | Italia (bandiera) | C     | Armando Furlan     |
|    | Italia (bandiera) | A     | Gianni Iori        |
|    | Italia (bandiera) | C     | Dino Lucianetti    |
|    | Italia (bandiera) | P     | Lidio Maietti      |

| N. |                   | Ruolo | Calciatore          |
| -- | ----------------- | ----- | ------------------- |
|    | Italia (bandiera) | C     | Alberto Malavasi    |
|    | Italia (bandiera) | D     | Camillo Mastrangelo |
|    | Italia (bandiera) | C     | Enrico Mazzucchi    |
|    | Italia (bandiera) | C     | Benito Meroni       |
|    | Italia (bandiera) | C     | Paolo Morelli       |
|    | Italia (bandiera) | A     | Bruno Pelloni       |
|    | Italia (bandiera) | D     | Gino Poligani       |
|    | Italia (bandiera) | D     | Giorgio Ramusani    |
|    | Italia (bandiera) | D     | Giorgio Sereni      |
|    | Italia (bandiera) | D     | Gianni Seghedoni    |

### Girone di andata
| Arbitro: | Leita (Udine) |

|                |           |                       |
| Leoni 55’, 62’ | Marcatori | 35’ Pelloni 70’ Cappi |

| Arbitro: | Malasoma (Livorno) |

|                     |           |                       |
| Lucianetti 18’, 72’ | Marcatori | 80’ (rig.) Lisandrini |

| Arbitro: | Bellotto (Pordenone) |

|           |           |                                    |
| Vanini 1’ | Marcatori | 18’, 25’, 77’ Lucianetti 46’ Cappi |

| Arbitro: | Tarabori (Lucca) |

|                      |           |             |
| Mazzucchi 79’ (rig.) | Marcatori | 52’ Bergomi |

| Arbitro: | Genel (Trieste) |

|                        |           |                             |
| Giuliani 4’ Cenini 43’ | Marcatori | 20’, 67’ Cappi 55’ Catalani |

| Arbitro: | Gestro (Genova) |

|                              |           |  |
| Lucianetti 40’ Mazzucchi 60’ | Marcatori |  |

| Arbitro: | Luparia (Vercelli) |

|                            |           |                                                            |
| Pandolfini 56’, 71’ (rig.) | Marcatori | 20’ Lucianetti 33’ Mazzucchi 44’, 53’ Catalani 67’ Pelloni |

| Arbitro: | Trezza (Verona) |

|                                           |           |             |
| Mazzucchi 12’ Cappi 38’, 51’ Poligani 79’ | Marcatori | 82’ Zamboni |

| Arbitro: | Leita (Udine) |

|                            |           |                                          |
| Perazzolo 49’ Serafini 88’ | Marcatori | 34’ Mazzucchi 36’, 59’ Cappi 48’ Pelloni |

| Arbitro: | Montesi (Ancona) |

|                                   |           |          |
| Catalani 18’ Mazzucchi 85’ (rig.) | Marcatori | 62’ Dalè |

| Arbitro: | Vanni (Pisa) |

|             |           |              |
| Torelli 65’ | Marcatori | 34’ Catalani |

| Arbitro: | De Magistris (Torino) |

|                             |           |                         |
| Cappi 13’, 76’ Catalani 78’ | Marcatori | 7’ Onesti 58’ Pincolini |

| Arbitro: | Buiat (Monfalcone) |

|             |           |                                     |
| Gnecchi 31’ | Marcatori | 20’, 47’ Cappi 30’ (rig.) Mazzucchi |

| Reggio Emilia 1º gennaio 1956 14ª giornata | Reggiana          | 0 – 0 | Forlì | Stadio Mirabello\| Arbitro: \| Righetti (Torino) \| |
| Arbitro:                                   | Righetti (Torino) |       |       |                                                     |

| Arbitro: | Bellotto (Pordenone) |

|  |           |                                                      |
|  | Marcatori | 3’ Lucianetti 23’, 42’ Meroni 36’ Fermi 68’ Catalani |

| Arbitro: | Pecora (Lecco) |

|                                     |           |                          |
| Cappi 12’ Meroni 63’ Lucianetti 73’ | Marcatori | 57’ Faraoni 76’ Posenato |

| Arbitro: | Negri (Monza) |

|               |           |             |
| Cappi 9’, 22’ | Marcatori | 73’ Ferrari |

### Girone di ritorno
| Arbitro: | Attini (Terni) |

|           |           |  |
| Cappi 60’ | Marcatori |  |

| Arbitro: | Gay (Asti) |

|             |           |                |
| Girelli 29’ | Marcatori | 57’ Lucianetti |

| Arbitro: | De Angelis (Roma) |

|                   |           |                       |
| Catalani 29’, 36’ | Marcatori | 20’ (rig.) Santunione |

| Arbitro: | Pastechi (Pisa) |

|             |           |                 |
| Bergomi 69’ | Marcatori | 70’, 77’ Meroni |

| Arbitro: | Samani (Trieste) |

|                                                |           |               |
| Catalani 5’, 59’ Sereni 28’, 74’ Mazzucchi 69’ | Marcatori | 80’ Cavalleri |

| Arbitro: | De Magistris (Torino) |

|                 |           |  |
| Mangiarotti 58’ | Marcatori |  |

| Reggio Emilia 11º marzo 1956 24ª giornata | Reggiana           | 0 – 0 | Faenza | Stadio Mirabello\| Arbitro: \| Di Tonno (Pescara) \| |
| Arbitro:                                  | Di Tonno (Pescara) |       |        |                                                      |

| Arbitro: | Molinari |

|                |           |            |
| Campagnoli 39’ | Marcatori | 58’ Meroni |

| Arbitro: | Grondona (Genova) |

|                                       |           |  |
| Catalani 6’, 40’ Meroni 23’ Cappi 90’ | Marcatori |  |

| Arbitro: | Pastechi (Pisa) |

|  |           |                                       |
|  | Marcatori | 63’ Catalani 89’ Mazzucchi 90’ Meroni |

| Arbitro: | Bellotto (Pordenone) |

|                                             |           |             |
| Mazzucchi 38’ Villa 49’ (aut.) Malavasi 63’ | Marcatori | 36’ Micheli |

| Arbitro: | Gay (Asti) |

|              |           |              |
| Giublesi 65’ | Marcatori | 18’ Catalani |

| Arbitro: | Borasio (Alessandria) |

|              |           |  |
| Catalani 89’ | Marcatori |  |

| Arbitro: | Bevilacqua (Treviglio) |

|                           |           |  |
| Romani 20’ Dall'Agata 25’ | Marcatori |  |

| Arbitro: | Gatti (Voghera) |

|                            |           |                                      |
| Mazzucchi 46’ Catalani 47’ | Marcatori | 13’ (rig.) Bonaretti 65’ Cammoranesi |

| Arbitro: | Orlandi (Torino) |

|                          |           |                |
| Biancardi 57’ (rig.) 69’ | Marcatori | 80’, 83’ Cappi |

| Arbitro: | Leita (Udine) |

|          |           |                                   |
| Toso 44’ | Marcatori | 6’ (aut.) Manfredi 51’, 54’ Cappi |

### Spareggi Promozione
| Arbitro: | Troise (Roma) |

|               |           |  |
| Mazzucchi 86’ | Marcatori |  |

| Arbitro: | Sebastio (Taranto) |

|  |           |           |
|  | Marcatori | 35’ Cappi |

| Reggio Emilia 11 giugno 1956 2º turno andata | Reggiana         | 0 – 0 | Biellese | Stadio Mirabello\| Arbitro: \| Gazzano (Genova) \| |
| Arbitro:                                     | Gazzano (Genova) |       |          |                                                    |

| Arbitro: | Pastechi (Pisa) |

|            |           |                       |
| Chiola 80’ | Marcatori | 6’ Catalani 77’ Cappi |

| Arbitro: | Righetti (Torino) |

|             |           |  |
| Pelloni 54’ | Marcatori |  |

| Arbitro: | Samani (Trieste) |

|                                                                |           |                        |
| Fracassetti 32’ Di Clemente 48’ Zaramella 50’ Tambani 68’, 81’ | Marcatori | 33’ Catalani 85’ Cappi |

| Arbitro: | Righetti (Torino) |

|                                                   |           |           |
| Zaramella 20’ Fracassetti 42’ Candiani 72’ (rig.) | Marcatori | 25’ Cappi |